# Pleotrichophorus elongatus
Pleotrichophorus elongatus är en insektsart som först beskrevs av Frank Hall Knowlton 1929.  Pleotrichophorus elongatus ingår i släktet Pleotrichophorus och familjen långrörsbladlöss. Inga underarter finns listade i Catalogue of Life.